# Mansplaining
Mansplaining (anglicky ze slov man = muž a  splain= zkrácená verze slova explain = vysvětlovat) je anglické sousloví popisující jev, kdy muž něco vysvětluje velmi sebevědomým a často nepřesným způsobem, obvykle ženě, která již o tématu věděla.

## Původ
Původ slova vychází z článku „Men Explain Things to Me“ autorky a aktivistky Rebeccy Solnit, který vyšel 13. dubna 2008 v deníku Los Angeles Times. V článku autorka popisuje příběh z večírku ve městě Aspen. Na večírku s autorkou začal mluvit muž, který slyšel o tom, že píše knihy a ptal se jí na témata jejích knih. Rebecca začala mluvit o vynálezci a fotografovi jménem Eadweard Muybridge, když jí muž skočil do řeči s otázkou: „A slyšela jste o velmi důležité knize, která vyšla tento rok?“ Autorka se začala zamýšlet nad tím, zda někdo jiný, než ona vydal stejně důležitou knihu na toto téma. Muž samolibě vyprávěl dál o knize její vlastní autorce, a až po čtvrtém zopakování slov kamarádky Sallie: „To je její kniha." Muž zbledl a přijal tuto pravdu. Rebecca Solnit nepoužívá přímo slovo mansplaining, ale popisuje fenomén jako něco, co zná každá žena. 

## Historie
V září roku 1903 vyšel v časopise The Atlantic článek „Proč si ženy nepřejí volební právo“ od autora Lymana Abotta. V článku mluví mužský autor za ženy, protože on zcela jistě ví, co chtějí, možná i lépe, než ony samy.
Rebecca Solnit v roce 2008 popsala tento fenomén bez použití slova mansplaining. První zmínka o mansplaingu byla přidána 21. května 2008 v sekci komentářů u článku „Women Who Hate Dean Hating Women Hating… wait“ na sociální síti LiveJournal. V komentáři se psalo: „Oh, gosh thank you so much for mansplaining this to us!" (=Och, bože, moc děkujeme, že jsi nám to tak hezky mansplainoval!). Později začal být termín používán častěji, ale pouze v komunitě LiveJournal. V dubnu roku 2009 byl termín definován v UrbanDictionary a v roce 2011 bylo slovo označeno jako Urban Word of the Day.
V dnešní době je slovo mansplaining chápáno také jako označení určité povýšenecké formy komunikace zaměřené na ženy ze strany mužů. Mansplaining znamená, že mužští mluvčí předpokládají, že jsou informovanější než ženy, se kterými komunikují, na základě pohlaví. 

## Příklady

### Uživatel Twitteru vysvětluje astronautce fyziku
Dne 8. září 2016 astronautka NASA Jessica Meir zveřejnila na sociální síti X video z vesmíru asi z 19 000 km nad zemských povrchem. Tato nadmořská výška je pro lidský život velmi nebezpečná, jelikož atmosférický tlak je tak nízký, že voda v těle začíná vřít. Jessica Meir je na videu oblečená ve skafandru, který ji chrání před nebezpečím, v nádobě vedle ní je viditelně vroucí voda. Jessica Meir k videu napsala: „Můj první výlet  >19 000 – zóna ekvivalentní vesmíru, kde voda spontánně vře! Naštěstí mám skafandr!“ Uživatel Twitteru jí odpověděl, že vaření vody nebylo "spontánní", jako kdyby astronautka potřebovala vysvětlovat, jak funguje vesmír.

### 20 přerušení během 12minut
Bývalý britský premiér Rishi Sunak a bývalá britská premiérka Lizz Truss se poprvé setkali v živé televizní debatě o vedení konzervativců na BBC. Po debatě bylo Sunakovo chování označené jako "agresivní mansplaining". Sunak během debaty několikrát přerušil svoji soupeřku. Po vysílání na BBC se strhla debata, zda bylo Sunakovo chování mansplaining. Podle aktivistky a předsedkyně "Woman's Equality Party" Catherine Mayer: „Mansplaining může působit směšně, vím že nás štve, ale jako zakladatelka strany založené na rovnosti žen jsem potkala velké množství mužů, kteří mi radili, jak dělat či nedělat feminismus.“ Nejde tak úplně o to, zda se jedná nebo nejedná o mansplaining, ale mělo by se mluvit o problémových prvcích komunikace u mužů, a jak na ně upozornit.

## Mansplaining v různých kontextech

### Akademické prostředí
Na blogu "Academic Men Explain Things to Me" mohou ženy sdílet své zkušenosti s mansplainingem nejen na akademické půdě. Tvůrkyně stránek není uvedena a prostřednictvím e-mailu uvedla, že chce zůstat v anonymitě. "Myslím, že stránka sama o sobě má větší sílu, pokud není připojena k profilu nebo oboru dané osoby". Zmínila však, že je docentkou na katedře humanitních věd. Autorka uvedla, že k tvorbě blogu ji vedly zkušenosti jejích kolegyň, kdy někteří muži předpokládali, že ženy, dokonce i ženy s Ph.D. a výzkumy, vydanými pod jejich jmény, potřebují být informovány muži, kteří předpokládají, že by o tématu měli vědět více, aby mohli ženám poskytnout své zkušenosti, ať už se jedná o jakékoliv téma.

## Kritika
Cookman (2015) tvrdí, že mansplaining a obecně přidávání předpony „man“ k různým novotvarům vyčleňuje muže jako viníky. Připouští, že mansplaining je rozšířeným společenským jevem, ale odmítá jazyk, kterým o něm hovoříme, protože podle ní snižuje muže a přehlíží fakt, že povýšené vysvětlování není výlučně genderový fenomén: „Možná stojí za to si připomenout, že hlupák je hlupák, ať už je jakéhokoli pohlaví.“ 